# Hermannia elliotiana
Hermannia elliotiana är en malvaväxtart som först beskrevs av William Henry Harvey, och fick sitt nu gällande namn av Adolf Engler. Hermannia elliotiana ingår i släktet Hermannia och familjen malvaväxter. Inga underarter finns listade i Catalogue of Life.